# Wraymires Tarn
Der Wraymires Tarn ist ein See im Lake District, Cumbria, England. Der See liegt westlich von Windermere und östlich von Esthwaite Water und dem Ort Hawkshead.
Der See hat einen unbenannten Zufluss vom Wise Een Tarn an seinem südlichen Ende und einen Zufluss vom Robinson’s Tarn am nördlichen Ende. Der Smooth Beck bildet seinen Abfluss an seiner nordwestlichen Ende.